# Ritas Welt
Ritas Welt ist eine deutsche Comedyserie von fünf Staffeln (insgesamt 68 Episoden), die von 1999 bis 2003 von Columbia TriStar (später Sony Pictures) für den Fernsehsender RTL produziert wurde.

## Handlung

Trispa-Logo

Die Kassiererin Rita Kruse arbeitet gemeinsam mit ihrer Freundin Gisela „Gisi“ Wiemers, dem Metzger Bernd „Bernie“ Stemmer und dem Azubi Kevin Bongartz (Staffel 1–3) bzw. Philip „Didi“ Mertens (ab Staffel 3) in einer Filiale der fiktiven Marktkette Trispa (anfangs noch „Frispa“) in Köln-Nippes,  Ihr einziger Dorn im Auge: Filialleiter Achim Schumann, ein übergenauer, geradezu pedantischer Mann, der trotz eigener Probleme mit seiner Frau immer wieder gern auf Konfrontation geht und mit allerlei Vorschriften und Paragraphen nicht nur Rita den letzten Nerv raubt.
Privat hat Rita vor allem mit ihrem Mann und den zwei Kindern zu kämpfen: Motorradladen-Besitzer Horst Kruse ist ebenso launisch wie herzensgut; Tochter Sandra, die später zu einem Auslandsaufenthalt in die USA aufbricht, versucht immer wieder, sich über ihre Mutter hinwegzusetzen, und Nesthäkchen Markus steckt mitten in der Pubertät.

## Produktion

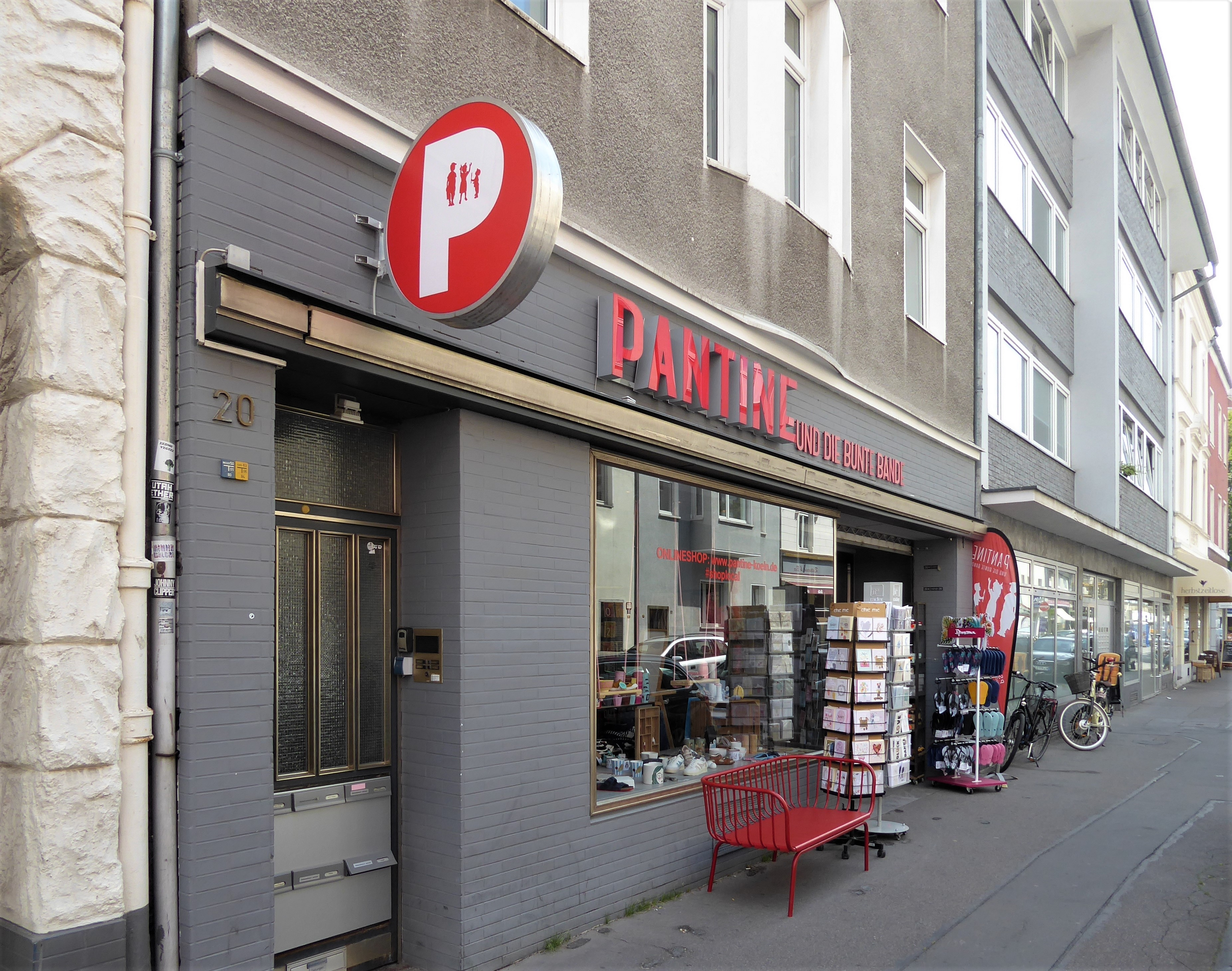
Der Drehort für die Außenaufnahmen des Ladengeschäfts in Köln-Ehrenfeld

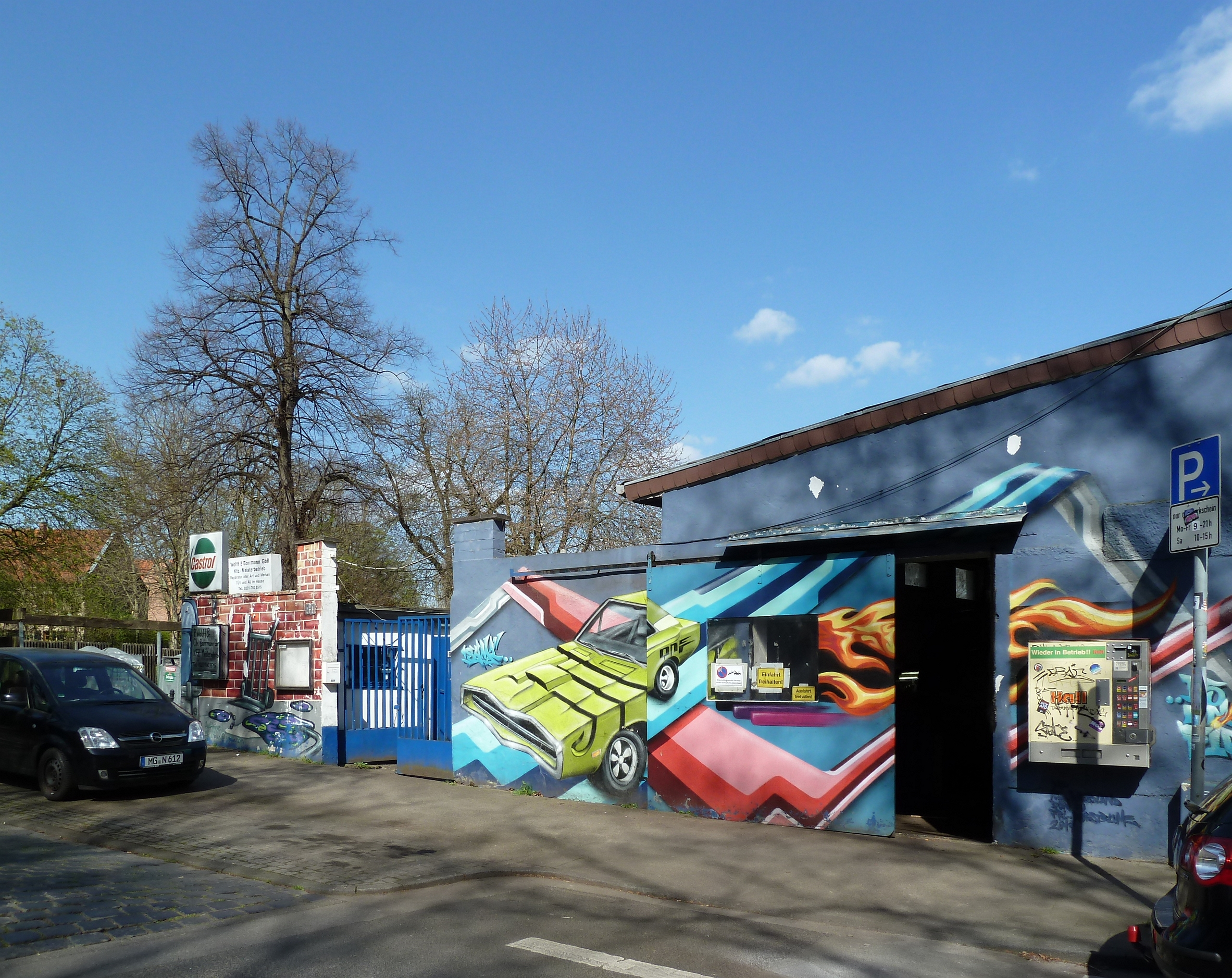
Der Drehort für den Motorradladen in Köln-Nippes

Siehe auch: Ritas Welt/Episodenliste
Ursprünglich sollte Hella von Sinnen die Rolle der Rita Kruse übernehmen, allerdings lehnte sie das Angebot ab, da sie keine heterosexuelle Frau verkörpern wollte. Sie spielte aber in einigen Folgen der Serie in Nebenrollen mit.
Der Drehort für die Außenaufnahmen der Filiale befand sich in der Landmannstraße 20 in Köln-Ehrenfeld. In dem Ladenlokal wurde zu dieser Zeit ein REWE-Nahkauf betrieben. Für die Außenaufnahmen von Ritas Wohnhaus wurde in Ehrenfeld in der Nußbaumerstraße gedreht.
Die fiktive Ladenkette hieß zunächst „Frispa“. Da der Name aber von einem realen Unternehmen geschützt worden war, erfolgte nach einigen Folgen die Umbenennung.
Als Drehort für den Motorradladen von Horst Kruse und seinen beiden Partnern diente ein KFZ-Betrieb in der Mauenheimer Straße in Köln-Nippes, der Stand 2024 noch immer besteht.
Im Buch Ein Schnupfen hätte auch gereicht beschreibt Gaby Köster, wie die Dreharbeiten abgelaufen sind. Hier übt sie auch Kritik an den Gegebenheiten der einzelnen Drehs. Es wurden z. B. längst verdorbene Lebensmittel als Dekoration weiter verwendet und sorgten dadurch für Krankheitsfälle bei den Beteiligten.
RTL wollte auch nach dem Ende der fünften Staffel die Fernsehserie weiterhin produzieren, da auch die Wiederholung bereits ausgestrahlter Episoden hohe Einschaltquoten erzielte, jedoch lehnte Gaby Köster das Angebot des Senders ab, da sie nach eigener Aussage keine Motivation für eine weitere Produktion mehr hatte.

## Rezeption
Ritas Welt wurde beim Deutschen Fernsehpreis im Jahr 2000 dreimal nominiert und erhielt im gleichen Jahr den Adolf-Grimme-Preis sowie den Deutschen Comedypreis als Beste Sitcom. Dieser wurde 2001 erneut gewonnen.
Beim deutschen Publikum kam die Serie ebenfalls gut an und erreichte Zuschauerzahlen von teilweise mehr als 7 Millionen. Laut kressreport war Ritas Welt in der Fernsehsaison 2002/2003 in der Zielgruppe der 14- bis 49-Jährigen die dritterfolgreichste Sendung. Die letzte Staffel erwies sich als weniger erfolgreich und erreichte nur mit der ersten Folge mehr als 5 Millionen Zuschauer.
Von 2006 bis 2011 produzierte der kroatische Privatsender RTL Televizija die Comedysendung Bibin svijet, die sich an dem deutschen Vorbild orientiert.

### Kritik
Michael Reufsteck und Stefan Niggemeier lobten in ihrem Werk „Das Fernsehlexikon – Alles über 7000 Sendungen von Ally McBeal bis zur ZDF-Hitparade“, die Qualität der produzierten Sendung

„Ritas Welt gelang das Kunststück, sowohl beim breiteren Publikum anzukommen als auch vor der Kritik zu bestehen. Gemeinsam mit Nikola stand die Serie für die hochwertige deutsche Sitcom.“

## Besetzung
| Schauspieler         | Rollenname                | Episoden | Zeitraum  |
| -------------------- | ------------------------- | -------- | --------- |
| Gaby Köster          | Rita Kruse                | 1–68     | 1999–2003 |
| Franziska Traub      | Gisela „Gisi“ Wiemers     | 1–68     | 1999–2003 |
| Lutz Herkenrath      | Achim Schumann            | 1–68     | 1999–2003 |
| Frank Vockroth       | Horst Kruse               | 1–68     | 1999–2003 |
| Marius Theobald      | Markus Kruse              | 1–68     | 1999–2003 |
| Georg Alfred Wittner | Bernd „Bernie“ Stemmer    | 1–68     | 1999–2003 |
| Kevin Lorenz         | Kevin Bongartz            | 1–31     | 1999–2001 |
| Jasmin Schwiers      | Sandra Kruse #1           | 1–29     | 1999–2001 |
| Matthias Komm        | Matthias „Matze“ Landgraf | 13–68    | 1999–2003 |
| Simon Lardon         | Dennis                    | 31–32    | 2001      |
| Dustin Semmelrogge   | Dieter „Didi“ Schmitz     | 34–68    | 2001–2003 |
| Marie-Helen Dehorn   | Sandra Kruse #2           | 39–40    | 2001      |